# Stadtgarten Cognac

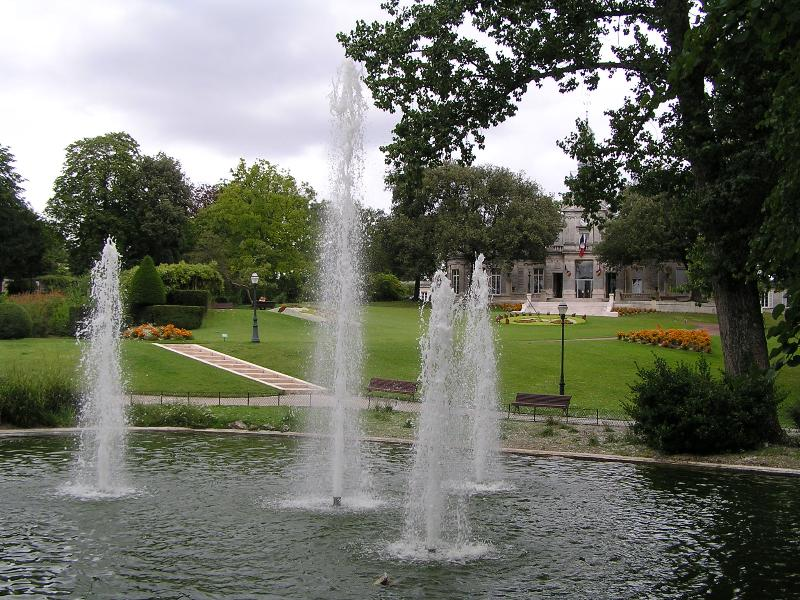
Blick vom Springbrunnen auf das Rathaus

Der Stadtgarten Cognac ist ein öffentlicher Park (jardin public) im Zentrum der französischen Stadt Cognac im Département Charente. Er ist vom Stil her ein Englischer Garten und aus zwei aneinandergrenzenden Grundstücken hervorgegangen, auf denen heute das Rathaus und das Kunstmuseum der Stadt stehen.

## Geschichte

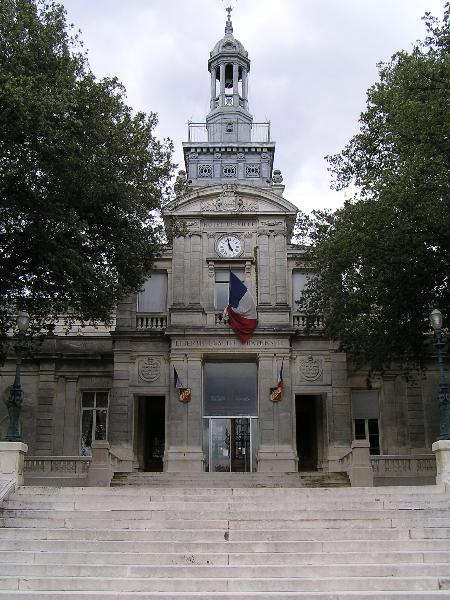
Hôtel Otard de la Grange (heutiges Rathaus)

1889 erwarb die Stadt das Hôtel Otard de la Grange, in das drei Jahre später das Rathaus einzog. Das Gebäude wurde vom Architekten Alfred Leroux neugestaltet, der einen Glockenturm sowie eine Monumentaltreppe hinzufügte. Der Landschaftsarchitekt Édouard André wandelte den Park in einen versunkenen Garten mit mehreren Aussichtspunkten und einer Wasserfläche um.
Das Museum wurde im Gebäude des 1921 erworbenen Hôtel Dupuy d’Angeac untergebracht, mit dessen Gestaltung Antoine Raymond Clavery beauftragt wurde. Dieser schuf unter Ausnutzung der natürlichen Hügelbildung ein Naturtheater und vereinte die beiden Parks unter Beibehaltung des Entwurfs von Édouard André, jedoch mit schmaleren Alleen und ohne größere Aussichtspunkte.
1999 wurden 288 der 720 vorhandenen Bäume von einem Sturm gefällt. Landschaftsarchitekt Jean-François Galinet nutzte die Gelegenheit, um bei der Neugestaltung auf die Entwürfe von Antoine Raymond Clavery und Édouard André zurückzugreifen.

## Beschreibung
Der Park weist eine Fläche von etwa sieben Hektar auf und befindet sich in der Innenstadt, weit sichtbar von den Straßen, die entlang des umgebenden Gitterzaunes führen. Vom Haupteingang hat man einen weiten Ausblick über die hügelige Parkfläche bis zur Monumentaltreppe des Rathauses. Auf der rechten Seite befindet sich etwas unterhalb ein Enten- und Schwanenteich, der zu einem Labyrinth aus künstlichen Flüssen und Wasserfällen gehört.
Eine der Parkseiten wird von einem Rosengarten mit einer Pergola begrenzt, eine Zwischenmauer trennt diese von einer Reihenhaussiedlung. Wie viele große Gärten im englischen Stil weist auch dieser mehrere Follies auf:

Follies im Stadtgarten Cognac
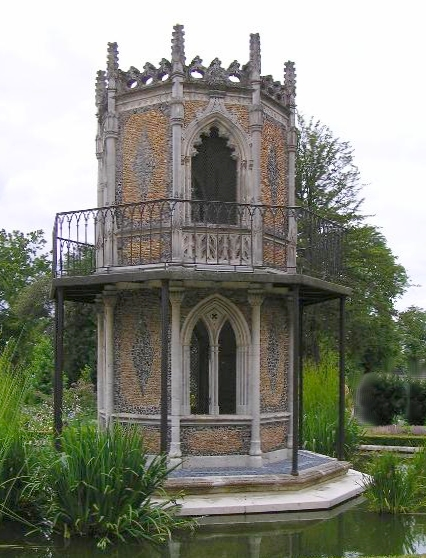
Gotischer Turm
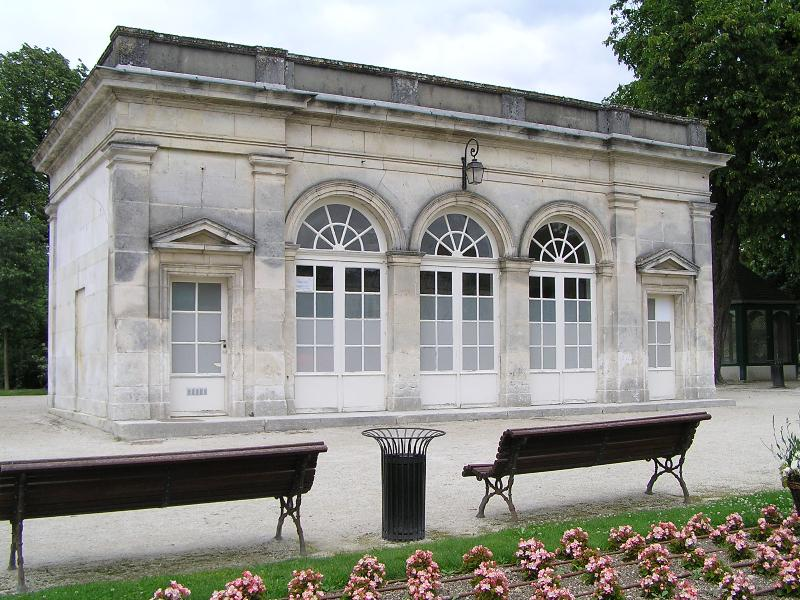
Orangerie
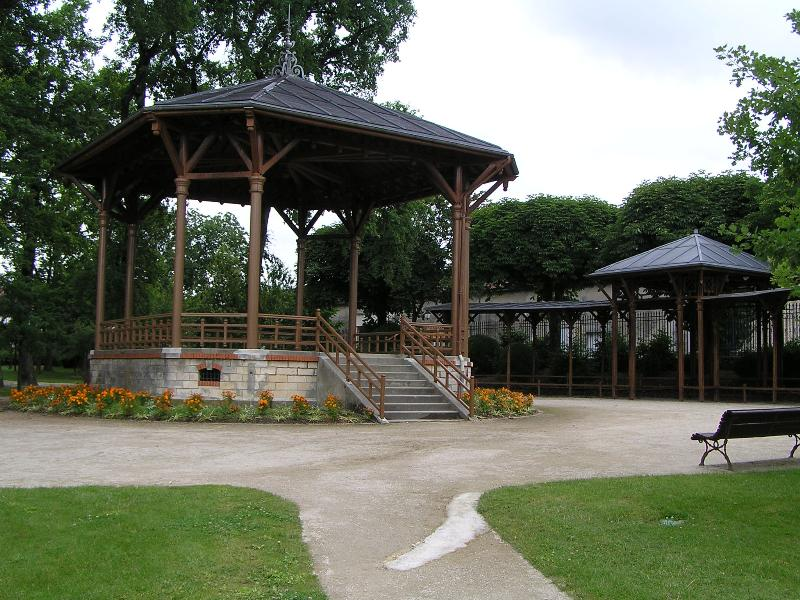
Musikpavillon
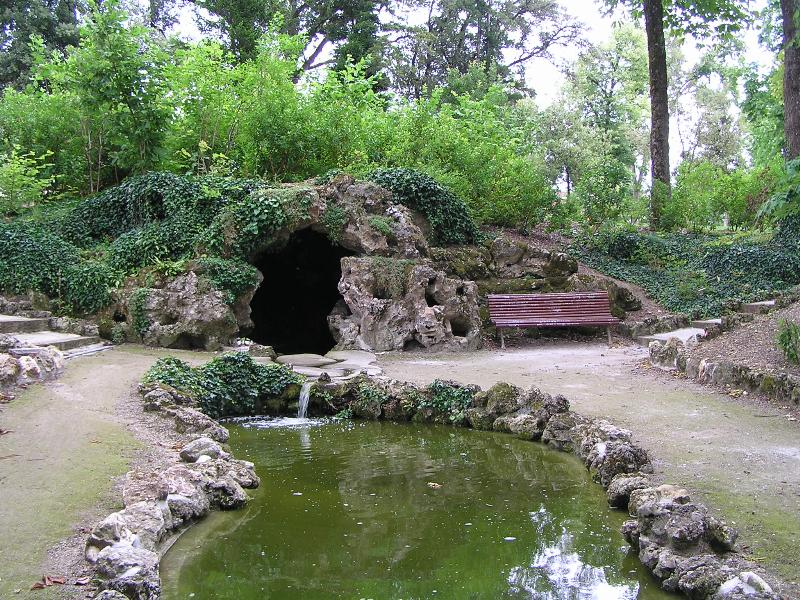
Grotte und „Quelle“

- Gotischer Turm, 1835 erbaut, weist eine bemerkenswerte Kombination aus Materialien und Farben auf. Er befindet sich inmitten eines kleinen Teiches und ist denkmalgeschützt.
- Orangerie im Stile von Schloss Malmaison
- „antike“ Grotten und Wasserfälle, für Brücken und Treppenstufen werden künstliche Baumstämme aus Mörtel verwendet
- Musikpavillon

Das Naturtheater in der Nähe des Museums wurde auf einem bestehenden natürlichen Hügel errichtet. Bei stattfindenden Konzerten ist es vom Innenhof des Museums aus zugänglich, wo einst ein Kriegsmahnmal stand.